# Kim Stanley

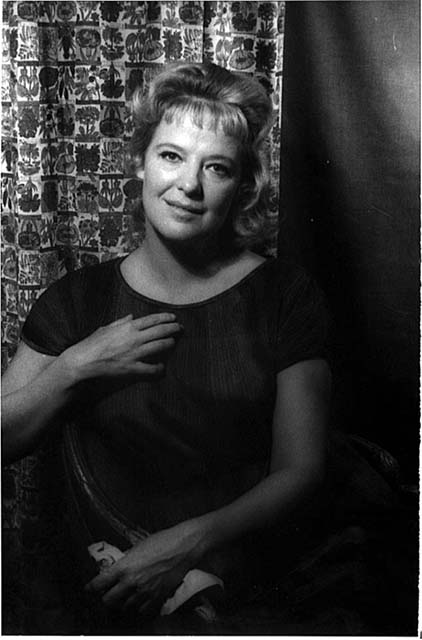
Kim Stanley

Kim Stanley (* 11. Februar 1925 in Tularosa, New Mexico, als Patricia Kimberley Reid; † 20. August 2001 in Santa Fe, New Mexico) war eine US-amerikanische Schauspielerin.

## Leben
Das Interesse fürs Theater wurde bei Kim Stanley als Teenager geweckt, als sie eine Aufführung des Stückes Die Nacht vor der Hochzeit mit Katharine Hepburn in der Hauptrolle gesehen hatte. Nach der High School begann sie zwar zunächst Psychologie zu studieren, doch ihre wahre Leidenschaft gehörte weiterhin dem Theater. Sie ging über Texas nach Kalifornien, wo sie in Pasadena Theater zu spielen begann. Erste Erfolge dort führten sie nach New York, wo sie in Off-Broadway-Produktionen spielte. Eine professionelle Ausbildung erhielt sie schließlich am New Yorker Actors Studio, wo sie von Elia Kazan und Lee Strasberg unterrichtet wurde. 
1952 gelang ihr mit dem Stück Picnic von William Inge am Broadway der Durchbruch. Unter der Regie von Joshua Logan spielte die 27-Jährige ein 12-jähriges Mädchen. Das nächste Stück von William Inge „Bus Stop“ wurde ebenfalls für sie ein großer Bühnenerfolg. Ihre Rolle spielte in der späteren Verfilmung Marilyn Monroe. Kim Stanley entwickelte sich zu einer der großen Theaterschauspielerinnen am Broadway. Sie war zweimal für einen Tony Award nominiert, konnte diesen wichtigsten amerikanischen Theaterpreis jedoch nie gewinnen. Kim Stanley spielte gemeinsam mit Shirley Knight und Geraldine Page unter der Regie von Lee Strasberg in Drei Schwestern von Anton P. Tschechow. Als diese Produktion in London vernichtend kritisiert wurde, zog sie sich bereits Mitte der 1960er Jahre von der Theaterbühne zurück. Sie ging in ihre Heimat nach New Mexico und gab bis an ihr Lebensende dort Schauspielunterricht am College von Santa Fe.
Als Filmschauspielerin kehrte Stanley manchmal für Fernsehserien und Kinofilme zurück ins aktive Schauspielerleben. Insgesamt drehte sie im Laufe ihrer Karriere nur sechs Kinofilme, wobei allerdings jeder dieser Filme beim Zuschauer nachhaltig in Erinnerung blieb. In ihrem Filmdebüt Die Göttin spielte sie 1958 einen an Marilyn Monroe angelehnten Filmstar. Im Abspann unerwähnt blieb sie für ihren Beitrag zum Filmklassiker Wer die Nachtigall stört; darin spricht sie die Erzählerin aus dem Off – das Mädchen Scout, das die Geschichte als Erwachsene erzählt. Kim Stanley wurde trotz dieser geringen Anzahl von Filmen zweimal für einen Oscar nominiert, 1965 als beste Hauptdarstellerin für Bryan Forbes Kriminalfilm An einem trüben Nachmittag und 1983 als Nebendarstellerin für Frances. Für ihre Fernsehrollen, die sie seit den 1950er-Jahren absolvierte, erhielt sie zwei Emmy Awards. Zuletzt stand sie 1984 für eine Fernsehadaption von Die Katze auf dem heißen Blechdach als Big Mama vor der Kamera.
Stanley war viermal verheiratet: von 1945 bis 1946 mit Bruce Hall, von 1949 bis 1956 mit dem Schauspieler Curt Conway, von 1958 bis 1964 mit dem Schauspieler Alfred Ryder und von 1964 bis 1967 mit Joseph Siegel. Alle Ehen endeten in Scheidung. Die Mutter von drei Kindern starb im August 2001 im Alter von 76 Jahren nach längerer Krankheit.

## Wichtige Theaterarbeiten
- 1951: Bernarda Albas Haus von Federico García Lorca – (Rolle: Adela) – Katina Paxinou als Bernarda Alba
- 1953: Picnic von William Inge (Rolle: Millie Owens) – Paul Newman gab in dieser Inszenierung sein Broadwaydebüt
- 1955: Bus Stop von William Inge – (Rolle: Cherie)
- 1957: A Clearing in the Woods von Arthur Laurents (Rolle: Virginia) – mit Robert Culp und Pernell Roberts
- 1958: A Touch of the Poet von Eugene O’Neill (Rolle: Sara Melody) – mit Helen Hayes
- 1959: Chéri von Anita Loos – nach dem Roman von Colette (Rolle: Léa de Lonval) – mit Horst Buchholz in der Titelrolle
- 1963: Natural Affection von William Inge (Rolle: Sue Barker) – Regie: Tony Richardson

## Filmografie (Auswahl)
- 1950: Escape (Fernsehserie, 1 Folge)
- 1952–1956: Goodyear Television Playhouse (Fernsehserie, 6 Folgen)
- 1958: Die Göttin (The Goddess) – Regie: John Cromwell
- 1962: Wer die Nachtigall stört (To Kill a Mockingbird) – Regie: Robert Mulligan
- 1964: An einem trüben Nachmittag (Seance on a Wet Afternoon) – Regie: Bryan Forbes
- 1966: Drei Schwestern (Three Sisters) – Regie: Paul Bogart
- 1982: It Takes Two (Fernsehserie, 1 Folge)
- 1982: Frances – Regie: Graeme Clifford
- 1983: Der Stoff, aus dem die Helden sind (The Right Stuff) – Regie: Philip Kaufman
- 1983: Quincy (Quincy, M.E.; Fernsehserie, 1 Folge)
- 1984: Cat on a Hot Tin Roof (Fernsehfilm) – Regie: Jack Hofsiss